# 2a etapa del Tour de França de 2020
La 2a etapa del Tour de França de 2020 es va disputar el diumenge 30 d'agost a Niça, sobre una distància de 187 quilòmetres.

## Recorregut
La segona etapa d'aquesta edició del Tour de França, es va disputar pels voltants de Niça, però aquesta vegada sobre un recorregut més accidentat. Al recorregut hi havia 4 ascensions: les del coll de la Colmiane, el coll de Turini, el Coll d'Esa i per acabar, el coll des Quatre Chemins. L'etapa va arrencar a Niça i després de 46 quilometres de lleugera pendent, s'iniciava l'ascens al coll de la Colmiane, de 16,3 quilòmetres amb una pendent mitjana del 6,3 %. Just al final del descens, s'iniciava l'ascens al coll de Turini, de 14,9 quilòmetres amb una pendent mitjana del 7,4 %. Les dues primeres ascensions eren de primera categoria. Després del descens del coll de Turini, al quilòmetre 144 s'iniciava el tercer ascens, en aquesta ocasió al Coll d'Esa, un port de segona categoria, amb 7,8 quilòmetres d'ascensió i una pendent mitjana del 6,1%. A continuació, després de finalitzar el descens del Coll d'Esa, aproximadament al quilòmetre 170, s'iniciava la última ascensió, aquest cop al coll des Quatre Chemins, amb el cim situat a 9 quilòmetres de la línia d'arribada. Després de 7 quilòmetres de descens, s'arribava a Niça per recorre els 2 últims quilòmetres en paral·lel al mar i arribar a la línia de meta, situada un cop més al passeig dels anglesos.

## Desenvolupament de l'etapa
Després dels abandons de Philippe Gilbert i Rafael Valls per caigudes durant l'etapa anterior i amb l'abandó de John Degenkolb obligat d'abandonar la cursa per haver arribat fora de control, van prendre la sortida 173 ciclistes. Des de la sortida, vuit corredors s'escapen en solitari. Entre els escapats es troben Matteo Trentin, Kasper Asgreen, Lukas Pöstlberger, Peter Sagan (portador del mallot verd), Benoît Cosnefroy, Anthony Perez, Michael Gogl i el campió de Letònia Toms Skujiņš, mentre que David Gaudu, que havia caigut el dia anterior es trobava en dificultats per seguir el ritme del grup. Matteo Trentin va guanyar l'esprint intermediari a Peter Sagan, just abans de quedar-se enrere a causa d'una avaria mecànica. Posteriorment, la resta de corredors escapats es van disputar el mallot a punts a les dues primeres ascensions de la jornada. Al cim de la primera ascensió, al coll de la Colmiane, Benoit Cosnefroy va coronar primer davant d'Anthony Perez i Michael Gogl, mentre que a la segona ascensió, al coll de Turini, va ser Perez el que va superar Cosnefroy i Gogl al cim. Després de les dues primeres ascensions, Cosnefroy es va convertir en el nou millor escalador, superant Perez en el rànquing general de la classificació de la muntanya. Al iniciar el gran grup l'ascens al coll de Turini, els esprinters, juntament amb el mallot groc, van començar a perdre terreny. Els escapats van ser atrapats al peu de la tercera ascensió, la del coll d'Esa. A les primeres rampes de la última ascensió, la del coll des Quatre Chemins, Julian Alaphilippe va atacar seguit per Marc Hirschi aconseguint guanyar distància respecte al gran grup. Posteriorment, Adam Yates va atacar i poc abans del cim va atrapar el duet d'escapats. A l'esprint situat al cim, Yates es va imposar a Alaphilippe i Hirschi, obtenint respectivament 8, 5 i 2 segons de bonificació. El trio va continuar junt fins al final, disputant-se la victòria d'etapa a l'esprint, en el qual Alaphilippe es va imposar per molt poc a Hirschi. Yates va creuar la línia de meta un segon més tard i el gran grup, liderat per Greg Van Avermaet, van crear la línia amb 2 segons de diferència. Amb aquest resultat, Alaphilippe es convertia en el nou líder de la classificació general, seguit Yates i Hirschi a 4 i 7 segons respectivament.

## Resultats de l'etapa

### Classificació de l'etapa[6]
| \| Classificació de l'etapa \| Classificació de l'etapa \| Classificació de l'etapa \| Classificació de l'etapa \| Classificació de l'etapa \| \| Corredor \| Corredor \| Equip \| Temps \| \| \| ------------------------ \| ------------------------ \| ------------------------ \| ------------------------ \| ------------------------ \| \| 1r \| Julian Alaphilippe \| Deceuninck-Quick Step \| 4h 55' 27" \| \| \| 2n \| Marc Hirschi \| Team Sunweb \| + 0" \| \| \| 3r \| Adam Yates \| Mitchelton-Scott \| + 1" \| \| \| 4t \| Greg Van Avermaet \| CCC Team \| + 2" \| \| \| 5è \| Sergio Higuita García \| EF Pro Cycling \| + 2" \| \| \| 6è \| Bauke Mollema \| Trek-Segafredo \| + 2" \| \| \| 7è \| Aleksei Lutsenko \| Astana \| + 2" \| \| \| 8è \| Tadej Pogačar \| UAE Team Emirates \| + 2" \| \| \| 9è \| Maximilian Schachmann \| Bora-Hansgrohe \| + 2" \| \| \| 10è \| Alberto Bettiol \| EF Pro Cycling \| + 2" \| \| |                       |                       |            |
| |                       |                       |            |
| Font: ProCyclingStats |                       |                       |            |
| Classificació de l'etapa |                       |                       |            |
| Corredor | Corredor              | Equip                 | Temps      |
| 1r | Julian Alaphilippe    | Deceuninck-Quick Step | 4h 55' 27" |
| 2n | Marc Hirschi          | Team Sunweb           | + 0"       |
| 3r | Adam Yates            | Mitchelton-Scott      | + 1"       |
| 4t | Greg Van Avermaet     | CCC Team              | + 2"       |
| 5è | Sergio Higuita García | EF Pro Cycling        | + 2"       |
| 6è | Bauke Mollema         | Trek-Segafredo        | + 2"       |
| 7è | Aleksei Lutsenko      | Astana                | + 2"       |
| 8è | Tadej Pogačar         | UAE Team Emirates     | + 2"       |
| 9è | Maximilian Schachmann | Bora-Hansgrohe        | + 2"       |
| 10è | Alberto Bettiol       | EF Pro Cycling        | + 2"       |

### Punts obtinguts
|    | Ciclista           | País       | Equip                    | Punts |
| -- | ------------------ | ---------- | ------------------------ | ----- |
| 1  | Matteo Trentin     | Itàlia     | CCC                      | 20    |
| 2  | Peter Sagan        | Eslovàquia | Bora-Hansgrohe           | 17    |
| 3  | Toms Skujiņš       | Letònia    | Trek-Segafredo           | 15    |
| 4  | Michael Gogl       | Àustria    | NTT Pro Cycling          | 13    |
| 5  | Kasper Asgreen     | Dinamarca  | Deceuninck-Quick Step    | 11    |
| 6  | Anthony Perez      | França     | Cofidis                  | 10    |
| 7  | Benoît Cosnefroy   | França     | AG2R La Mondiale         | 9     |
| 8  | Lukas Pöstlberger  | Àustria    | Bora-Hansgrohe           | 8     |
| 9  | Sam Bennett        | Austràlia  | Deceuninck-Quick Step    | 7     |
| 10 | Michael Mørkøv     | Dinamarca  | Deceuninck-Quick Step    | 6     |
| 11 | Alexander Kristoff | Noruega    | UAE Emirates             | 5     |
| 12 | Bryan Coquard      | França     | B&B Hotels-Vital Concept | 4     |
| 13 | Elia Viviani       | Itàlia     | Cofidis                  | 3     |
| 14 | Niccolò Bonifazio  | Itàlia     | Total Direct Énergie     | 2     |
| 15 | Giacomo Nizzolo    | Itàlia     | NTT Pro Cycling          | 1     |

|    | Ciclista              | Pais          | Equip                 | Punts |
| -- | --------------------- | ------------- | --------------------- | ----- |
| 1  | Julian Alaphilippe    | França        | Deceuninck-Quick Step | 30    |
| 2  | Marc Hirschi          | Suïssa        | Team Sunweb           | 25    |
| 3  | Adam Yates            | Regne Unit    | Mitchelton-Scott      | 22    |
| 4  | Greg Van Avermaet     | Bèlgica       | CCC                   | 19    |
| 5  | Sergio Andrés Higuita | Colòmbia      | EF Pro Cycling        | 17    |
| 6  | Bauke Mollema         | Països Baixos | Trek-Segafredo        | 15    |
| 7  | Alexey Lutsenko       | Kazakhstan    | Astana Pro Team       | 13    |
| 8  | Tadej Pogačar         | Eslovènia     | UAE Team Emirates     | 11    |
| 9  | Maximilian Schachmann | Alemanya      | Bora-Hansgrohe        | 9     |
| 10 | Alberto Bettiol       | Itàlia        | EF Pro Cycling        | 7     |
| 11 | Guillaume Martin      | França        | Cofidis               | 6     |
| 12 | Esteban Chaves        | Colòmbia      | Mitchelton-Scott      | 5     |
| 13 | Damiano Caruso        | Itàlia        | Bahrain-McLaren       | 4     |
| 14 | Alejandro Valverde    | Espanya       | Movistar Team         | 3     |
| 15 | Pierre Latour         | França        | AG2R La Mondiale      | 2     |

### Bonificacions
|   | Ciclista           | Pais       | Equip                 | Segons |
| - | ------------------ | ---------- | --------------------- | ------ |
| 1 | Adam Yates         | Regne Unit | Mitchelton-Scott      | 8      |
| 2 | Julian Alaphilippe | França     | Deceuninck-Quick Step | 5      |
| 3 | Marc Hirschi       | Suïssa     | Team Sunweb           | 2      |

|   | Ciclista           | Pais       | Equip                 | Segons |
| - | ------------------ | ---------- | --------------------- | ------ |
| 1 | Julian Alaphilippe | França     | Deceuninck-Quick Step | 10     |
| 2 | Marc Hirschi       | Suïssa     | Team Sunweb           | 6      |
| 3 | Adam Yates         | Regne Unit | Mitchelton-Scott      | 4      |

### Alts i cims
|   | Ciclista          | Pais      | Equip                 | Segons |
| - | ----------------- | --------- | --------------------- | ------ |
| 1 | Benoît Cosnefroy  | França    | AG2R La Mondiale      | 10     |
| 2 | Anthony Perez     | França    | Cofidis               | 8      |
| 3 | Michael Gogl      | Àustria   | NTT Pro Cycling       | 6      |
| 4 | Kasper Asgreen    | Dinamarca | Deceuninck-Quick Step | 4      |
| 5 | Toms Skujiņš      | Letònia   | Trek-Segafredo        | 2      |
| 6 | Lukas Pöstlberger | Àustria   | Bora-Hansgrohe        | 1      |

|   | Ciclista          | Pais      | Equip                 | Segons |
| - | ----------------- | --------- | --------------------- | ------ |
| 1 | Anthony Perez     | França    | Cofidis               | 10     |
| 2 | Benoît Cosnefroy  | França    | AG2R La Mondiale      | 8      |
| 3 | Michael Gogl      | Àustria   | NTT Pro Cycling       | 6      |
| 4 | Toms Skujiņš      | Letònia   | Trek-Segafredo        | 4      |
| 5 | Kasper Asgreen    | Dinamarca | Deceuninck-Quick Step | 2      |
| 6 | Lukas Pöstlberger | Àustria   | Bora-Hansgrohe        | 1      |

|   | Ciclista      | Pais          | Equip            | Segons |
| - | ------------- | ------------- | ---------------- | ------ |
| 1 | Nicolas Roche | Irlanda       | Team Sunweb      | 5      |
| 2 | Robert Gesink | Països Baixos | Team Jumbo-Visma | 3      |
| 3 | Marc Hirschi  | Suïssa        | Team Sunweb      | 2      |
| 4 | Wout Van Aert | Bèlgica       | Team Jumbo-Visma | 1      |

### Premi de la combativitat
- Benoît Cosnefroy (AG2R La Mondiale)

## Classificacions al final de l'etapa

### Classificació general[6]
| \| Classificació general \| Classificació general \| Classificació general \| Classificació general \| Classificació general \| \| Corredor \| Corredor \| Equip \| Temps \| \| \| --------------------- \| -------------------------- \| --------------------- \| --------------------- \| --------------------- \| \| 1r \| Julian Alaphilippe \| Deceuninck-Quick Step \| 8h 41' 35" \| \| \| 2n \| Adam Yates \| Mitchelton-Scott \| + 4" \| \| \| 3r \| Marc Hirschi \| Team Sunweb \| + 7" \| \| \| 4t \| Sergio Higuita García \| EF Pro Cycling \| + 17" \| \| \| 5è \| Tadej Pogačar \| UAE Team Emirates \| + 17" \| \| \| 6è \| Esteban Chaves Rubio \| Mitchelton-Scott \| + 17" \| \| \| 7è \| Davide Formolo \| UAE Team Emirates \| + 17" \| \| \| 8è \| Egan Bernal Gómez \| Ineos Grenadiers \| + 17" \| \| \| 9è \| Richard Carapaz Montenegro \| Ineos Grenadiers \| + 17" \| \| \| 10è \| Tom Dumoulin \| Jumbo-Visma \| + 17" \| \| |                            |                       |            |
| |                            |                       |            |
| Font: ProCyclingStats |                            |                       |            |
| Classificació general |                            |                       |            |
| Corredor | Corredor                   | Equip                 | Temps      |
| 1r | Julian Alaphilippe         | Deceuninck-Quick Step | 8h 41' 35" |
| 2n | Adam Yates                 | Mitchelton-Scott      | + 4"       |
| 3r | Marc Hirschi               | Team Sunweb           | + 7"       |
| 4t | Sergio Higuita García      | EF Pro Cycling        | + 17"      |
| 5è | Tadej Pogačar              | UAE Team Emirates     | + 17"      |
| 6è | Esteban Chaves Rubio       | Mitchelton-Scott      | + 17"      |
| 7è | Davide Formolo             | UAE Team Emirates     | + 17"      |
| 8è | Egan Bernal Gómez          | Ineos Grenadiers      | + 17"      |
| 9è | Richard Carapaz Montenegro | Ineos Grenadiers      | + 17"      |
| 10è | Tom Dumoulin               | Jumbo-Visma           | + 17"      |

### Classificació per punts
| Classificació per punts | Classificació per punts | Classificació per punts          | Classificació per punts | Classificació per punts |
| Corredor                | Corredor                | Equip                            | Punts                   |                         |
| ----------------------- | ----------------------- | -------------------------------- | ----------------------- | ----------------------- |
| 1r                      | Alexander Kristoff      | UAE Team Emirates                | 64 pts                  |                         |
| 2n                      | Peter Sagan             | Bora-Hansgrohe                   | 46 pts                  |                         |
| 3r                      | Matteo Trentin          | CCC Team                         | 36 pts                  |                         |
| 4t                      | Sam Bennett             | Deceuninck-Quick Step            | 35 pts                  |                         |
| 5è                      | Julian Alaphilippe      | Deceuninck-Quick Step            | 30 pts                  |                         |
| 6è                      | Mads Pedersen           | Trek-Segafredo                   | 30 pts                  |                         |
| 7è                      | Marc Hirschi            | Team Sunweb                      | 25 pts                  |                         |
| 8è                      | Adam Yates              | Mitchelton-Scott                 | 22 pts                  |                         |
| 9è                      | Bryan Coquard           | B&B Hotels-Vital Concept p/b KTM | 22 pts                  |                         |
| 10è                     | Michael Schär           | CCC Team                         | 20 pts                  |                         |

### Classificació de la muntanya
| Classificació de la muntanya | Classificació de la muntanya | Classificació de la muntanya | Classificació de la muntanya | Classificació de la muntanya |
| Corredor                     | Corredor                     | Equip                        | Punts                        |                              |
| ---------------------------- | ---------------------------- | ---------------------------- | ---------------------------- | ---------------------------- |
| 1r                           | Benoît Cosnefroy             | AG2R La Mondiale             | 18 pts                       |                              |
| 2n                           | Anthony Perez                | Cofidis                      | 18 pts                       |                              |
| 3r                           | Michael Gogl                 | NTT Pro Cycling              | 12 pts                       |                              |
| 4t                           | Toms Skujiņš                 | Trek-Segafredo               | 6 pts                        |                              |
| 5è                           | Kasper Asgreen               | Deceuninck-Quick Step        | 6 pts                        |                              |
| 6è                           | Nicolas Roche                | Team Sunweb                  | 5 pts                        |                              |
| 7è                           | Robert Gesink                | Jumbo-Visma                  | 3 pts                        |                              |
| 8è                           | Michael Schär                | CCC Team                     | 2 pts                        |                              |
| 9è                           | Fabien Grellier              | Total Direct Énergie         | 2 pts                        |                              |
| 10è                          | Marc Hirschi                 | Team Sunweb                  | 2 pts                        |                              |

### Classificació del millor jove
| Classificació del millor jove | Classificació del millor jove | Classificació del millor jove | Classificació del millor jove | Classificació del millor jove |
| Corredor                      | Corredor                      | Equip                         | Temps                         |                               |
| ----------------------------- | ----------------------------- | ----------------------------- | ----------------------------- | ----------------------------- |
| 1r                            | Marc Hirschi                  | Team Sunweb                   | 8h 41' 42"                    |                               |
| 2n                            | Sergio Higuita García         | EF Pro Cycling                | + 10"                         |                               |
| 3r                            | Tadej Pogačar                 | UAE Team Emirates             | + 10"                         |                               |
| 4t                            | Egan Bernal Gómez             | Ineos Grenadiers              | + 10"                         |                               |
| 5è                            | Enric Mas Nicolau             | Movistar Team                 | + 10"                         |                               |
| 6è                            | Valentin Madouas              | Groupama-FDJ                  | + 2' 17"                      |                               |
| 7è                            | Daniel Martínez Poveda        | EF Pro Cycling                | + 3' 46"                      |                               |
| 8è                            | Harold Tejada                 | Astana                        | + 4' 33"                      |                               |
| 9è                            | Niklas Eg                     | Trek-Segafredo                | + 8' 49"                      |                               |
| 10è                           | Lennard Kämna                 | Bora-Hansgrohe                | + 10' 27"                     |                               |

### Classificació per equips
| Classificació per equips | Classificació per equips | Classificació per equips | Classificació per equips |
| Equip                    | Equip                    | Temps                    |                          |
| ------------------------ | ------------------------ | ------------------------ | ------------------------ |
| 1r                       | Trek-Segafredo           | 26h 05' 36"              |                          |
| 2n                       | EF Pro Cycling           | + 0"                     |                          |
| 3r                       | Astana                   | + 0"                     |                          |
| 4t                       | Bahrain McLaren          | + 0"                     |                          |
| 5è                       | Ineos Grenadiers         | + 1' 02"                 |                          |
| 6è                       | Movistar Team            | + 1' 10"                 |                          |
| 7è                       | Jumbo-Visma              | + 1' 14"                 |                          |
| 8è                       | UAE Team Emirates        | + 2' 07"                 |                          |
| 9è                       | Groupama-FDJ             | + 2' 07"                 |                          |
| 10è                      | AG2R La Mondiale         | + 3' 36"                 |                          |

## Abandons
- Philippe Gilbert (Lotto-Soudal) - No va prendre la sortida.[2]
- Espanya Rafael Valls (Bahrain-McLaren) - No va prendre la sortida.[3]